# Murton, Tyne and Wear
Murton är en by i unparished area Earsdon, i distriktet North Tyneside, i grevskapet Tyne and Wear i England. Byn är belägen 10 km från Newcastle upon Tyne. Murton var en civil parish 1866–1935 när blev den en del av Tynemouth, Whitley and Monkseaton och Seaton Valley. Civil parish hade 1 164 invånare år 1921.